# Marta Misiuk-Hojło
Marta Misiuk-Hojło (ur. 4 grudnia 1955) – polska okulistka, profesor nauk medycznych. Kierownik Katedry i Kliniki Okulistyki Uniwersytetu Medycznego we Wrocławiu.

## Życiorys
Habilitowała się w 2006 roku na podstawie oceny dorobku naukowego i rozprawy Endotoksyny bakteryjne w zapaleniu przedniego odcinka błony naczyniowej oka. Tytuł naukowy profesora nauk medycznych został jej nadany w 2010 roku. Od 2006 jest kierownikiem Katedry Okulistyki Uniwersytetu Medycznego we Wrocławiu oraz Kliniki Okulistyki w Uniwersyteckim Szpitalu Klinicznym im. Jana Mikulicza-Radeckiego (kierownictwo Katedry i Kliniki przejęła po Marii Hannie Niżankowskiej, która była kierownikiem w latach 1994-2006). 
Specjalizuje się w: badaniach nad jaskrą, zagadnieniach związanych z zapaleniami błony naczyniowej oraz zwyrodnieniem siatkówki związanym z wiekiem. Główny badacz w 18 wieloośrodkowych, międzynarodowych badaniach klinicznych.
W ramach Polskiego Towarzystwa Okulistycznego (PTO) była członkiem zarządu głównego, przewodniczącą Sekcji Jaskry oraz pełni funkcję przewodniczącej oddziału dolnośląskiego. Ponadto jest wiceprezesem Polskiego Towarzystwa Profilaktyki Jaskry, członkiem Rady Okulistów Polskich, członkiem zarządu Ogólnopolskiego Stowarzyszenia AMD, członkiem Europejskiego Towarzystwa Jaskrowego oraz konsultantem wojewódzkim w dziedzinie okulistyki dla województwa dolnośląskiego. 
Odznaczona Medalem Komisji Edukacji Narodowej (2007), Złotym Krzyżem Zasługi oraz odznaką honorową „Za zasługi dla ochrony zdrowia”.

## Publikacje
Jest redaktor naczelną „Przeglądu Okulistycznego", członkiem rady naukowej „Magazynu Lekarza okulisty", komitetu redakcyjnego „Kliniki Ocznej" oraz członkiem rady naukowej wydawanego od marca 2014 roku kwartalnika naukowego „OphthaTherapy. Terapie w Okulistyce". 
Swoje prace publikowała w czasopismach krajowych i zagranicznych, m.in. w „Ophthalmology", „Acta Ophthalmologica" oraz „Kontaktologii i Optyce Okulistycznej".
Autorka i współautorka wielu opracowań:
- Terapia laserowa w retinopatii cukrzycowej (wraz z M. Muzyką-Woźniak, A. Jamrozy-Witkowską, wyd. 2007, ISBN 978-83-89009-67-8)
- Terapia laserowa w jaskrze (wraz z Ł. Szelepinem, wyd. 2007, ISBN 978-83-89009-51-7)
- Terapia laserowa w chorobach siatkówki niezwiązanych z cukrzycą (wraz z R. Kaczmarkiem i H. Wykrotą, wyd. 2009, ISBN 978-83-61257-40-0)
- Aktualne poglądy na jaskrę (wraz z A. Harris, A. Moss, D. Rusia, wyd. 2010, ISBN 978-83-61257-88-2)
- Leki generyczne w okulistyce (wraz z A. Harris, B. Wirostko, M. Pieniążek, A. Andrzejakiem, wyd. 2013, ISBN 978-83-61257-70-7)

Była redaktorką wydań polskich szeregu tłumaczeń prac zagranicznych: 
- Choroby zapalne oczu (J. Kański, C. Pavesio, S. Tuft, wyd. 2007, ISBN 978-83-60290-43-9),
- Chirurgia zaćmy (L. Benjamin, wyd. 2008, ISBN 978-83-7609-032-0),
- Badania okulistyczne (L. DuBois, wyd. 2010, ISBN 978-83-61257-25-7),
- Badanie w lampie szczelinowej (J. Ledford, V. Sanders, wyd. 2011, ISBN 978-83-61257-45-5),
- Siatkówka w chorobach układowych (H. Tabandeh, M. Goldberg, wyd. 2011, ISBN 978-83-7609-271-3),
- Choroby oczu (K. Binnewies-Stulcken, wyd. 2012, ISBN 978-83-62283-92-7),
- Optyka okulistyczna (D. Hunter, C. West, wyd. 2012, ISBN 978-83-61257-42-4),
- Gonioskopia. Podręcznik i atlas (W. Alward, wyd. 2013, ISBN 978-83-61257-82-0).